# Ваган (село)
Ваган (вірм. Վահան) — село в марзі Гегаркунік, на сході Вірменії. Село розташоване за 3 км на південний схід від міста Чамбарак та за 16 км на південний схід від села Арцвашен (вірменський анклав, що наразі перебуває під контролем Азербайджану), з якого єдина дорога до Вірменії вела через село Ваган. Після захоплення Арцвашену Національною армією Азербайджану лінія фронту проходила поруч з селом Ваган.
Село було засноване у 1925 р. під назвою Рубенакерт. У 1953 р. було перейменовано на Орджонікідзе. І нарешті, у 1991 р. отримало свою сучасну назву — Ваган.